# Jedle Forrestova
Jedle Forrestova (Abies forrestii) je jehličnatý strom z čeledi borovicovité. Je to vysokohorská dřevina, pocházející z Číny. Občas je pěstována i v evropských botanických zahradách.

## Synonyma
- Abies chengii

## Popis
Jedle Forrestova je stálezelený, jehličnatý strom se široce kuželovitou korunou, dorůstající výšky 20-40 m. Borka je zprvu hladká, šedohnědá, později tmavě hnědá a podélně rozbrázděná. Letorosty jsou červenohnědé či hnědé. Pupeny jsou vejčité, 4-10 mm dlouhé a 3-7 mm široké. Jehlice jsou 2-3 cm dlouhé a 2-2,5 mm široké, tmavozelené. Samčí šištice 3-4,5 cm dlouhé, žluté. Šišky jsou válcovité s tupým vrcholem, 6-10 cm dlouhé a 4-5 cm široké, zprvu purpurově hnědé, později černohnědé. Semena jsou hnědá, 8 mm dlouhá s 10 mm, světlehnědým křídlem. Strom kvete v květnu, semena dozrávají v období od října do listopadu.

## Příbuznost
Jedle Forrestova se vyskytuje ve 4 varietách:
- Abies forrestii var. forrestii,
- Abies forrestii var. ferreana,
- Abies forrestii var. georgei,
- Abies forrestii var. smithii.

## Výskyt
Domovinou stromu je Čína (provincie S’-čchuan a Jün-nan) a Tibet.
Jako okrasná dřevina pěstován také v Evropě a Severní Americe v arboretech a v soukromých zahradách.

## Ekologie
Jedle Forrestova je vysokohorský strom, rostoucí v nadmořských výškách 2400-4300 m, ve studeném a vlhkém klimatu. Půdy jsou šedohnědé horské podzoly, správné pH pro růst stromu je 6,1-7 (půda mírně kyselá, neutrální až mírně zásaditá), nároky na vodu střední. Strom je mrazuvzdorný do minus 17 °C, upřednostňuje plné oslunění, snese i menší přistínění.

## Využití člověkem
Dřevo využíváno ve stavebnictví, též pěstován jako okrasný strom.

## Ohrožení
Strom není považován za ohrožený, ačkoliv tendence stavu jeho populace (zdali je populace klesající, stabilní či vzrůstající) není známa. V minulosti kácen pro dřevo, v současné době bylo Čínskou vládou úředně kácení v západní Číně zakázáno Čínským zákonem o zachování lesa.